# الفورک
الفورک (به اسپانیایی: Alforque) یک شهرستان در اسپانیا است که در استان ساراگوسا واقع شده‌است.